# Долна Австрия
Долна Австрия (на немски: Niederösterreich; на чешки: Dolní Rakousy) е федерална провинция в състава на Австрия. Граничи със Словакия, Чехия и австрийските провинции Горна Австрия, Щирия, Бургенланд и Виена.
Административен център (от 1986 г.) е Санкт Пьолтен – най-старият административен център в Австрия.
Територията на провинцията е 19 174 км2, а населението е около 1,6 млн. души, което я прави втора по населеност след Виена.

## География
Намира се източно от Горна Австрия. Имената на 2-те провинции са определени спрямо течението на река Дунав, протичаща през тях.

### Административно деление
Провинцията се състои от 25 окръга, 4 града със самостоятелен статут (на окръг) и 21 окръга:

#### Градове със самостоятелен статут
- Вайдхофен ан дер Ибс
- Винер Нойщат
- Кремс
- Санкт Пьолтен

#### Окръзи
- Амщетен
- Баден
- Брук ан дер Лайта
- Вайдхофен ан дер Тая
- Вин-Умгебунг
- Винер Нойщат-Ланд
- Гензерндорф
- Гмюнд
- Кремс-Ланд
- Корнойбург
- Лилиенфелд
- Мелк
- Мистелбах
- Мьодлинг
- Нойнкирхен
- Санкт Пьолтен-Ланд
- Тулн ан дер Донау
- Холабрун
- Хорн
- Цветъл
- Шайбс

## История
Историята на Долна Австрия е много подобна на общата история на Австрия. Много замъци са построени на нейна територия. Тук се намира Клощенбургското абатство, което е сред най-старите в страната. Преди Втората световна война в провинцията е имало много евреи.